# Франція на зимових Олімпійських іграх 2022
Франція взяла участь у зимових Олімпійських іграх 2022, що тривали з 4 до 20 лютого в Пекіні (Китай).
Фристайліст Кевін Роллан і гірськолижниця Тесса Ворлі несли прапор своєї країни на церемонії відкриття. А нести прапор на церемонії закриття доручили біатлоністові Кентену Фійону-Має.

## Медалісти
Список французьких спортсменів, що на Іграх здобули медалі.
| Медаль | Ім'я                                                      | Вид спорту          | Дисципліна              | Дата      |
| ------ | --------------------------------------------------------- | ------------------- | ----------------------- | --------- |
| Золото | Кентен Фійон-Має                                          | Біатлон             | Індивідуальні перегони  | 8 лютого  |
| Золото | Кентен Фійон-Має                                          | Біатлон             | Перегони переслідування | 13 лютого |
| Золото | Габріелла Пападакіс Гійом Сізерон                         | Фігурне катання     | Танці на льоду          | 14 лютого |
| Золото | Клеман Ноель                                              | Гірськолижний спорт | Слалом (чоловіки)       | 16 лютого |
| Золото | Жустін Брезаз-Буше                                        | Біатлон             | Масстарт                | 18 лютого |
| Срібло | Анаїс Шевальє Кентен Фійон-Має Емільєн Жаклен Жулья Сімон | Біатлон             | Естафета (змішана)      | 5 лютого  |
| Срібло | Жоан Кларе                                                | Гірськолижний спорт | Швидкісний спуск        | 7 лютого  |
| Срібло | Анаїс Шевальє                                             | Біатлон             | Індивідуальні перегони  | 7 лютого  |
| Срібло | Тесс Ледо                                                 | Фристайл            | Біг-ейр                 | 8 лютого  |
| Срібло | Клое Треспеш                                              | Сноубординг         | Сноубордкрос (жінки)    | 9 лютого  |
| Срібло | Кентен Фійон-Має                                          | Біатлон             | Спринт                  | 12 лютого |
| Срібло | Фаб'єн Клод Емільєн Жаклен Сімон Детьє Кентен Фійон-Має   | Біатлон             | Естафета                | 15 лютого |
| Бронза | Матьє Февр                                                | Гірськолижний спорт | Гігантський слалом      | 13 лютого |
| Бронза | Рішар Жув Юго Лапалюс Клеман Парісс Моріс Маніфіка        | Лижні перегони      | Естафета 4×10 км        | 13 лютого |

| Медалі за видами спорту | Медалі за видами спорту | Медалі за видами спорту | Медалі за видами спорту | Медалі за видами спорту |
| ----------------------- | ----------------------- | ----------------------- | ----------------------- | ----------------------- |
| Вид спорту              | 1                       | 2                       | 3                       | Загалом                 |
| Гірськолижний спорт     | 1                       | 1                       | 1                       | 3                       |
| Біатлон                 | 3                       | 4                       | 0                       | 7                       |
| Лижні перегони          | 0                       | 0                       | 1                       | 1                       |
| Фігурне катання         | 1                       | 0                       | 0                       | 1                       |
| Фристайл                | 0                       | 1                       | 0                       | 1                       |
| Сноубординг             | 0                       | 1                       | 0                       | 1                       |
| Загалом                 | 5                       | 7                       | 2                       | 14                      |

| Медалі за датою | Медалі за датою | Медалі за датою | Медалі за датою | Медалі за датою | Медалі за датою |
| --------------- | --------------- | --------------- | --------------- | --------------- | --------------- |
| День            | Дата            | 1               | 2               | 3               | Загалом         |
| 1-й день        | 5 лютого        | 0               | 1               | 0               | 1               |
| 2-й день        | 6 лютого        | 0               | 0               | 0               | 0               |
| 3-й день        | 7 лютого        | 0               | 2               | 0               | 2               |
| 4-й день        | 8 лютого        | 1               | 1               | 0               | 2               |
| 5-й день        | 9 лютого        | 0               | 1               | 0               | 1               |
| 6-й день        | 10 лютого       | 0               | 0               | 0               | 0               |
| 7-й день        | 11 лютого       | 0               | 0               | 0               | 0               |
| 8-й день        | 12 лютого       | 0               | 1               | 0               | 1               |
| 9-й день        | 13 лютого       | 1               | 0               | 2               | 3               |
| 10-й день       | 14 лютого       | 1               | 0               | 0               | 1               |
| 11-й день       | 15 лютого       | 0               | 1               | 0               | 1               |
| 12-й день       | 16 лютого       | 1               | 0               | 0               | 1               |
| 13-й день       | 17 лютого       | 0               | 0               | 0               | 0               |
| 14-й день       | 18 лютого       | 1               | 0               | 0               | 1               |

| Багаторазові медалісти | Багаторазові медалісти | Багаторазові медалісти | Багаторазові медалісти | Багаторазові медалісти | Багаторазові медалісти | Багаторазові медалісти |
| ---------------------- | ---------------------- | ---------------------- | ---------------------- | ---------------------- | ---------------------- | ---------------------- |
| Ім'я                   | Вид спорту             | 1                      | 2                      | 3                      | Загалом                |                        |
| Кентен Фійон-Має       | Біатлон                | 2                      | 3                      | 0                      | 5                      |                        |
| Анаїс Шевальє          | Біатлон                | 0                      | 2                      | 0                      | 2                      |                        |

## Спортсмени
Кількість спортсменів, що взяли участь в Іграх, за видами спорту.
| Вид спорту          | Чоловіки | Жінки | Загалом |
| ------------------- | -------- | ----- | ------- |
| Гірськолижний спорт | 10       | 8     | 18      |
| Біатлон             | 6        | 6     | 12      |
| Бобслей             | 4        | 2     | 6       |
| Лижні перегони      | 8        | 5     | 13      |
| Фігурне катання     | 3        | 1     | 4       |
| Фристайл            | 8        | 5     | 13      |
| Лижне двоборство    | 5        | Н/Д   | 5       |
| Шорт-трек           | 2        | 2     | 4       |
| Стрибки з трампліна | 0        | 2     | 2       |
| Сноубординг         | 4        | 5     | 9       |
| Загалом             | 50       | 36    | 86      |

## Гірськолижний спорт
Від Франції на Ігри кваліфікувалися принаймні один гірськолижник і одна гірськолижниця, що відповідали базовому кваліфікаційному критерію.
19 січня 2022 року НОК Франції оголосив список із п'яти чоловіків і семи жінок, що представлятимуть країну в змаганнях з гірськолижного спорту. 
Ще одну спортсменку оголошено 23 січня 2022 року. 
Ще одного спортсмена оголошено 24 січня 2022 року, після перерозподілу квот. Ним став Максанс Мюзатон.
Чоловіки
| Спортсмен        | Дисципліна         | 1-й спуск | 1-й спуск | 2-й спуск   | 2-й спуск   | Сума        | Сума        |
| Спортсмен        | Дисципліна         | Час       | Місце     | Час         | Місце       | Час         | Місце       |
| ---------------- | ------------------ | --------- | --------- | ----------- | ----------- | ----------- | ----------- |
| Алексі Пентюро   | Комбінація         | 1:45:04   | 11        | НФ          | НФ          | НФ          | НФ          |
| Матьє Беле       | Швидкісний спуск   | Н/Д       | 1:45.23   | 27          |             |             |             |
| Жоан Кларе       | Швидкісний спуск   | Н/Д       | 1:42:79   | 2           |             |             |             |
| Блес Гізеданнер  | Швидкісний спуск   | Н/Д       | 1:45:00   | 26          |             |             |             |
| Максанс Мюзатон  | Швидкісний спуск   | Н/Д       | 1:43:82   | 11          |             |             |             |
| Матьє Февр       | Гігантський слалом | 1:03.01   | 3         | 1:07.68     | 13          | 2:10.69     | 3           |
| Тібо Фавро       | Гігантський слалом | 1:03.12   | 5         | 1:07.92     | 14          | 2:11.04     | =5          |
| Сипрієн Сарразен | Гігантський слалом | DNF       | DNF       | Не потрапив | Не потрапив | Не потрапив | Не потрапив |
| Алексі Пентюро   | Гігантський слалом | 1:03.99   | 11        | 1:07.05     | 4           | 2:11.04     | =5          |
| Клеман Ноель     | Слалом             | 54.30     | 6         | 49.79       | 1           | 1:44.09     | 1           |
| Алексі Пентюро   | Слалом             | 55.12     | 15        | 51.03       | 20          | 1:46.15     | 16          |
| Нільс Аллегр     | Супергігант        | Н/Д       | 1:23.24   | 26          |             |             |             |
| Матьє Беле       | Супергігант        | Н/Д       | НФ        | НФ          |             |             |             |
| Блес Гізеданнер  | Супергігант        | Н/Д       | 1:21.26   | 9           |             |             |             |
| Алексі Пентюро   | Супергігант        | Н/Д       | 1:21.36   | 11          |             |             |             |

Жінки
| Спортсменка        | Дисципліна         | 1-й спуск | 1-й спуск | 2-й спуск | 2-й спуск | Сума    | Сума  |
| Спортсменка        | Дисципліна         | Час       | Місце     | Час       | Місце     | Час     | Місце |
| ------------------ | ------------------ | --------- | --------- | --------- | --------- | ------- | ----- |
| Лора Гоше          | Комбінація         | 1:34.08   | 17        | 55.96     | 6         | 2:30.04 | 8     |
| Роман Мірадолі     | Комбінація         | 1:32.95   | 4         | НФ        | НФ        | НФ      | НФ    |
| Каміль Черутті     | Швидкісний спуск   | Н/Д       | Н/Д       | Н/Д       | Н/Д       | НФ      | НФ    |
| Лора Гоше          | Швидкісний спуск   | Н/Д       | Н/Д       | Н/Д       | Н/Д       | 1:33.47 | 10    |
| Тіффані Готьє      | Швидкісний спуск   | Н/Д       | Н/Д       | Н/Д       | Н/Д       | НФ      | НФ    |
| Роман Мірадолі     | Швидкісний спуск   | Н/Д       | Н/Д       | Н/Д       | Н/Д       | 1:33.93 | 13    |
| Клара Діре         | Гігантський слалом | 1:00.24   | 23        | 59.09     | 19        | 1:59.33 | 19    |
| Коралі Фрасс Сомбе | Гігантський слалом | 1:00.91   | 26        | 57.69     | 3         | 1:58.60 | 17    |
| Тесса Ворлі        | Гігантський слалом | 58.93     | 7         | НФ        | НФ        | НФ      | НФ    |
| Настасья Ноанс     | Слалом             | 54.68     | 24        | 53.18     | 15        | 1:47.86 | 19    |
| Лора Гоше          | Супергігант        | Н/Д       | Н/Д       | Н/Д       | Н/Д       | 1:14.87 | 16    |
| Тіффані Готьє      | Супергігант        | Н/Д       | Н/Д       | Н/Д       | Н/Д       | 1:16.20 | 28    |
| Роман Мірадолі     | Супергігант        | Н/Д       | Н/Д       | Н/Д       | Н/Д       | 1:14.41 | 11    |
| Тесса Ворлі        | Супергігант        | Н/Д       | Н/Д       | Н/Д       | Н/Д       | 1:15.30 | 19    |

Змішані
|  | Команди |

## Біатлон
Завдяки рейтингу країни в Кубку світу 2020—2021 і Кубку світу 2021—2022, Збірна Франції складалася з 6-х чоловіків і 6-х жінок.
19 січня 2022 року НОК Франції оголосив імена шести жінок і шести чоловіків, що представлятимуть країну в змаганнях з біатлону.
Чоловіки
| Спортсмен                                               | Дисципліна              | Час       | Хиби        | Місце |
| ------------------------------------------------------- | ----------------------- | --------- | ----------- | ----- |
| Фаб'єн Клод                                             | Індивідуальні перегони  | 50:25.5   | 2 (1+1+0+0) | 9     |
| Сімон Детьє                                             | Індивідуальні перегони  | 51:46.8   | 3 (1+2+0+0) | 17    |
| Кентен Фійон-Має                                        | Індивідуальні перегони  | 48:47.4   | 2 (0+1+1+0) | 1     |
| Емільєн Жаклен                                          | Індивідуальні перегони  | 56:31.4   | 7 (0+3+2+2) | 72    |
| Фаб'єн Клод                                             | Масстарт                | 42:49.8   | 5 (1+2+1+1) | 26    |
| Сімон Детьє                                             | Масстарт                | 41:11.4   | 5 (1+2+1+1) | 16    |
| Кентен Фійон-Має                                        | Масстарт                | 39:40.0   | 5 (1+1+0+3) | 4     |
| Емільєн Жаклен                                          | Масстарт                | 42:08.7   | 5 (2+1+0+2) | 22    |
| Фаб'єн Клод                                             | Перегони переслідування | 42:54.5   | 7 (3+1+1+2) | 16    |
| Сімон Детьє                                             | Перегони переслідування | 41:54.7   | 3 (2+0+0+1) | 7     |
| Кентен Фійон-Має                                        | Перегони переслідування | 39:07.5   | 0 (0+0+0+0) | 1     |
| Емільєн Жаклен                                          | Перегони переслідування | 42:13.7   | 6 (2+3+0+1) | 9     |
| Фаб'єн Клод                                             | Спринт                  | 25:41.6   | 3 (1+2)     | 21    |
| Сімон Детьє                                             | Спринт                  | 25:45.0   | 2 (0+2)     | 24    |
| Кентен Фійон-Має                                        | Спринт                  | 24:25.9   | 1 (1+0)     | 2     |
| Емільєн Жаклен                                          | Спринт                  | 25:06.3   | 2 (1+1)     | 9     |
| Фаб'єн Клод Емільєн Жаклен Сімон Детьє Кентен Фійон-Має | Естафета                | 1:20:17.6 | 0+9         | 2     |

Жінки
| Спортсменка                                               | Дисципліна              | Час       | Хиби         | Місце |
| --------------------------------------------------------- | ----------------------- | --------- | ------------ | ----- |
| Анаїс Бескон                                              | Індивідуальні перегони  | 48:26.0   | 4 (2+1+0+1)  | 30    |
| Жустін Брезаз-Буше                                        | Індивідуальні перегони  | 49:10.1   | 5 (0+2+2+1)  | 40    |
| Анаїс Шевальє                                             | Індивідуальні перегони  | 44:22.1   | 1 (0+0+0+1)  | 2     |
| Жулья Сімон                                               | Індивідуальні перегони  | 47:09.1   | 4 (0+0+1+3)  | 21    |
| Анаїс Бескон                                              | Масстарт                | 46:02.3   | 10 (0+2+3+5) | 29    |
| Жустін Брезаз-Буше                                        | Масстарт                | 40:18.0   | 4 (2+1+0+1)  | 1     |
| Анаїс Шевальє                                             | Масстарт                | 43:29.7   | 5 (2+0+2+1)  | 19    |
| Жулья Сімон                                               | Масстарт                | 41:40.6   | 6 (0+1+3+2)  | 6     |
| Анаїс Бескон                                              | Перегони переслідування | 38:46.4   | 5 (2+0+1+2)  | 27    |
| Жустін Брезаз-Буше                                        | Перегони переслідування | НС        | НС           | НС    |
| Жулья Сімон                                               | Перегони переслідування | 37:05.2   | 2 (0+1+1+0)  | 8     |
| Анаїс Бескон                                              | Спринт                  | 21:53.1   | 1 (1+0)      | 9     |
| Жустін Брезаз-Буше                                        | Спринт                  | 23:18.4   | 3 (1+2)      | 48    |
| Анаїс Шевальє                                             | Спринт                  | 24:02.0   | 4 (1+3)      | 68    |
| Жулья Сімон                                               | Спринт                  | 22:40.3   | 3 (1+2)      | 29    |
| Анаїс Бескон Жустін Брезаз-Буше Анаїс Шевальє Жулья Сімон | Естафета                | 1:13:16.9 | 2+10         | 6     |

Змішані
| Спортсмени                                                | Дисципліна | Час       | Хиби | Місце |
| --------------------------------------------------------- | ---------- | --------- | ---- | ----- |
| Анаїс Шевальє Кентен Фійон-Має Емільєн Жаклен Жулья Сімон | Естафета   | 1:06:46.5 | 3+11 | 2     |

## Бобслей
Завдяки рейтингові в Кубку світу 2021–2022 від Франції на Ігри кваліфікувалося 4 боби. 19 січня 2022 року НОК Франції оголосив бобслеїстів, що представлятимуть країну.
Чоловіки
| Спортсмен                                                                  | Дисципліна          | 1-й заїзд | 1-й заїзд | 2-й заїзд | 2-й заїзд | 3-й заїзд | 3-й заїзд | 4-й заїзд | 4-й заїзд | Сума    | Сума  |
| Спортсмен                                                                  | Дисципліна          | Час       | Місце     | Час       | Місце     | Час       | Місце     | Час       | Місце     | Час     | Місце |
| -------------------------------------------------------------------------- | ------------------- | --------- | --------- | --------- | --------- | --------- | --------- | --------- | --------- | ------- | ----- |
| Роман Гайнріх* Доріан Отервіль                                             | Двійки (чоловіки)   | 59.93     | 16        | 1:00.04   | 11        | 59.92     | 12        | 1:00.05   | 10        | 3:59.94 | 12    |
| Роман Гайнріх* Доріан Отервіль Жером Лапорал Ліонель Лефевр Тома Дельместр | Четвірки (чоловіки) | 59.29     | 15        | 59.53     | 12        |           |           |           |           |         |       |

Жінки
| Спортсменка                          | Дисципліна     | 1-й заїзд | 1-й заїзд | 2-й заїзд | 2-й заїзд | 3-й заїзд | 3-й заїзд | 4-й заїзд | 4-й заїзд | Сума    | Сума  |
| Спортсменка                          | Дисципліна     | Час       | Місце     | Час       | Місце     | Час       | Місце     | Час       | Місце     | Час     | Місце |
| ------------------------------------ | -------------- | --------- | --------- | --------- | --------- | --------- | --------- | --------- | --------- | ------- | ----- |
| Марго Бош                            | Монобоб        | 1:05.77   | 14        | 1:05.51   | 4         | 1:06.01   | 12        | 1:06.53   | 16        | 4:23.82 | 11    |
| Марго Бош* Карла Сенешаль Санді Клер | Двійки (жінки) | 1:01.90   | 12        | 1:02.32   | 17        | 1:02.20   | 15        | 1:01.97   | 10        | 4:08.39 | 13    |

* – Позначає пілота кожного боба

Прописом позначено запасного спортсмена

## Лижні перегони
Від Франції на Ігри кваліфікувалися принаймні один лижник і одна лижниця, що відповідали базовому кваліфікаційному критерію.
19 січня 2022 року НОК Франції оголосив імена восьми чоловіків і п'яти жінок, що представлятимуть країну в змаганнях з лижних перегонів.
Дистанційні перегони
Чоловіки
| Спортсмен                                          | Дисципліна             | Класичний стиль | Класичний стиль | Вільний стиль | Вільний стиль | Фінал     | Фінал       | Фінал |
| Спортсмен                                          | Дисципліна             | Час             | Місце           | Час           | Місце         | Час       | Відставання | Місце |
| -------------------------------------------------- | ---------------------- | --------------- | --------------- | ------------- | ------------- | --------- | ----------- | ----- |
| Рішар Жув                                          | 15 км класичним стилем | Н/Д             | Н/Д             | Н/Д           | Н/Д           | 41:56.6   | +4:01.8     | 49    |
| Юго Лапалюс                                        | 15 км класичним стилем | Н/Д             | Н/Д             | Н/Д           | Н/Д           | 39:09.6   | +1:14.8     | 7     |
| Моріс Маніфіка                                     | 15 км класичним стилем | Н/Д             | Н/Д             | Н/Д           | Н/Д           | 39:49.7   | +1:54.9     | 12    |
| Юго Лапалюс                                        | 30 км скіатлон         | 40:25.2         | 9               | НФ            | НФ            | НФ        | НФ          | -     |
| Жуль Лап'єрр                                       | 30 км скіатлон         | 41:04.5         | 13              | 38:45.3       | 10            | 1:20:21.8 | +4:12.0     | 14    |
| Моріс Маніфіка                                     | 30 км скіатлон         | 41:53.9         | 33              | 38:49.4       | 12            | 1:21:17.5 | +5:07.7     | 23    |
| Клеман Парісс                                      | 30 км скіатлон         | 41:16.0         | 17              | 38:21.7       | 5             | 1:20:07.0 | +3:57.2     | 10    |
| Адріан Бакшайдер                                   | 50 км вільним стилем   | Н/Д             | Н/Д             | Н/Д           | Н/Д           | 1:16:16.6 | +4:43.9     | 34    |
| Жуль Лап'єрр                                       | 50 км вільним стилем   | Н/Д             | Н/Д             | Н/Д           | Н/Д           | 1:13:50.3 | +2:17.6     | 15    |
| Моріс Маніфіка                                     | 50 км вільним стилем   | Н/Д             | Н/Д             | Н/Д           | Н/Д           | 1:12:30.3 | +57.6       | 10    |
| Клеман Парісс                                      | 50 км вільним стилем   | Н/Д             | Н/Д             | Н/Д           | Н/Д           | 1:12:01.5 | +28.8       | 7     |
| Рішар Жув Юго Лапалюс Клеман Парісс Моріс Маніфіка | Естафета 4×10 км       | Н/Д             | Н/Д             | Н/Д           | Н/Д           | 1:56:07.1 | +1:16.4     | 3     |

Жінки
| Спортсмен                                             | Дисципліна             | Класичний стиль | Класичний стиль | Вільний стиль | Вільний стиль | Фінал   | Фінал       | Фінал |
| Спортсмен                                             | Дисципліна             | Час             | Місце           | Час           | Місце         | Час     | Відставання | Місце |
| ----------------------------------------------------- | ---------------------- | --------------- | --------------- | ------------- | ------------- | ------- | ----------- | ----- |
| Коралі Бенц                                           | 10 км класичним стилем | Н/Д             | Н/Д             | Н/Д           | Н/Д           | 31:17.6 | +3:11.3     | 40    |
| Мелісса Галь                                          | 10 км класичним стилем | Н/Д             | Н/Д             | Н/Д           | Н/Д           | 31:25.7 | +3:19.4     | 41    |
| Коралі Бенц                                           | 15 км скіатлон         | 25:05.8         | 40              | 23:45.9       | 36            | 49:34.4 | 5:20.7      | 38    |
| Дельфін Клодель                                       | 15 км скіатлон         | 23:28.2         | 12              | 21:25.6       | 6             | 45:31.5 | 1:17.8      | 9     |
| Лена Кентен Дельфін Клодель Флора Дольчі Мелісса Галь | Естафета 4×5 км        | Н/Д             | Н/Д             | Н/Д           | Н/Д           | 59:03.9 | +5:22.9     | 12    |

Спринт
| Спортсмен                | Дисципліна                        | Кваліфікація | Кваліфікація | Чвертьфінал  | Чвертьфінал  | Півфінал     | Півфінал     | Фінал        | Фінал        |
| Спортсмен                | Дисципліна                        | Час          | Місце        | Час          | Місце        | Час          | Місце        | Час          | Місце        |
| ------------------------ | --------------------------------- | ------------ | ------------ | ------------ | ------------ | ------------ | ------------ | ------------ | ------------ |
| Люка Шанава              | Індивідуальні перегони (чоловіки) | 2:45.03      | 1 Q          | 2:53.43      | 2 Q          | 2:52.92      | 5            | Не потрапив  | Не потрапив  |
| Рено Же                  | Індивідуальні перегони (чоловіки) | 2:51.86      | 16 Q         | 3:35.80      | 6            | Не потрапив  | Не потрапив  | Не потрапив  | Не потрапив  |
| Рішар Жув                | Індивідуальні перегони (чоловіки) | 2:47.93      | 4 Q          | 2:57.92      | 1 Q          | 2:52.31      | 3            | Не потрапив  | Не потрапив  |
| Рішар Жув Юго Лапалюс    | Командний спринт (чоловіки)       | Н/Д          | Н/Д          | Н/Д          | Н/Д          | 20:17.36     | 2 Q          | 19:58.37     | 7            |
| Лена Кентен              | Індивідуальні перегони (жінки)    | 3:24.19      | 31           | Не потрапила | Не потрапила | Не потрапила | Не потрапила | Не потрапила | Не потрапила |
| Мелісса Галь Лена Кентен | Командний спринт (жінки)          | Н/Д          | Н/Д          | Н/Д          | Н/Д          | 23:26.28     | 5 LL         | 24:04.92     | 10           |

## Фігурне катання
На Чемпіонаті світу 2021 року в Стокгольмі Франції здобула по одній квоті в чоловічому одиночному катанні й танцях на льоду. Другу квоту в чоловічому одиночному катанні здобуто на cS Nebelhorn Trophy 2021.
Індивідуальні перегони
| Спортсмен       | Дисципліна                   | КП    | КП    | ДП     | ДП    | Загалом | Загалом |
| Спортсмен       | Дисципліна                   | Бали  | Місце | Бали   | Місце | Бали    | Місце   |
| --------------- | ---------------------------- | ----- | ----- | ------ | ----- | ------- | ------- |
| Кевін Еймоз     | Одиночні змагання (чоловіки) | 93.00 | 10 Q  | 161.80 | 15    | 254.80  | 12      |
| Адам Сяо Хім Фа | Одиночні змагання (чоловіки) | 86.74 | 14 Q  | 163.41 | 13    | 250.15  | 14      |

Змішані
| Спортсмен                         | Дисципліна     | РТ       | РТ    | ДТ     | ДТ    | Загалом   | Загалом |
| Спортсмен                         | Дисципліна     | Бали     | Місце | Бали   | Місце | Бали      | Місце   |
| --------------------------------- | -------------- | -------- | ----- | ------ | ----- | --------- | ------- |
| Габріелла Пападакіс Гійом Сізерон | Танці на льоду | 90.83 WR | 1 Q   | 136.15 | 1     | 226.98 WR | 1       |

## Фристайл
19 січня 2022 року НОК Франції оголосила імена восьми чоловіків і п'яти жінок, що представлятимуть країну в змаганнях з фристайлу.
Фріскі
Чоловіки
| Спортсмен      | Дисципліна | Кваліфікація | Кваліфікація | Кваліфікація | Кваліфікація | Кваліфікація | Фінал       | Фінал       | Фінал       | Фінал       | Фінал       |
| Спортсмен      | Дисципліна | 1-ша спроба  | 2-га спроба  | 3-тя спроба  | Найкраща     | Місце        | 1-ша спроба | 2-га спроба | 3-тя спроба | Найкраща    | Місце       |
| -------------- | ---------- | ------------ | ------------ | ------------ | ------------ | ------------ | ----------- | ----------- | ----------- | ----------- | ----------- |
| Антуан Аделісс | Біг-ейр    | 79.50        | 66.00        | 83.75        | 163.25       | 15           | Не потрапив | Не потрапив | Не потрапив | Не потрапив | Не потрапив |
| Антуан Аделісс | Слоупстайл | НС           | НС           | НС           | НС           | НС           | Не потрапив | Не потрапив | Не потрапив | Не потрапив | Не потрапив |
| Кевін Роллан   | Хафпайп    | 65.25        | 75.25        | Н/Д          | 75.25        | 10           | 54.75       | 77.25       | 79.25       | 79.25       | 6           |

Жінки
| Спортсменка | Дисципліна | Кваліфікація | Кваліфікація | Кваліфікація | Кваліфікація | Кваліфікація | Фінал       | Фінал       | Фінал       | Фінал    | Фінал |
| Спортсменка | Дисципліна | 1-ша спроба  | 2-га спроба  | 3-тя спроба  | Найкраща     | Місце        | 1-ша спроба | 2-га спроба | 3-тя спроба | Найкраща | Місце |
| ----------- | ---------- | ------------ | ------------ | ------------ | ------------ | ------------ | ----------- | ----------- | ----------- | -------- | ----- |
| Тесс Ледо   | Біг-ейр    | 90.50        | 80.50        | 20.00        | 171.00       | 2            | 94.50       | 93.00       | 73.25       | 187.50   | 2     |
| Тесс Ледо   | Слоупстайл | 22.13        | 68.13        | Н/Д          | 68.13        | 9 Q          | 72.91       | 23.08       | 28.81       | 72.91    | 7     |

Могул
Чоловіки
| Спортсмен      | Дисципліна | Кваліфікація | Кваліфікація | Кваліфікація | Кваліфікація | Кваліфікація | Кваліфікація | Кваліфікація | Кваліфікація | Фінал     | Фінал     | Фінал     | Фінал     | Фінал     | Фінал     | Фінал     | Фінал     | Фінал       | Фінал       | Фінал       | Фінал       |
| Спортсмен      | Дисципліна | 1-й спуск    | 1-й спуск    | 1-й спуск    | 1-й спуск    | 2-й спуск    | 2-й спуск    | 2-й спуск    | 2-й спуск    | 1-й спуск | 1-й спуск | 1-й спуск | 1-й спуск | 2-й спуск | 2-й спуск | 2-й спуск | 2-й спуск | 3-й спуск   | 3-й спуск   | 3-й спуск   | 3-й спуск   |
| Спортсмен      | Дисципліна | Час          | Бали         | Загалом      | Місце        | Час          | Бали         | Загалом      | Місце        | Час       | Бали      | Загалом   | Місце     | Час       | Бали      | Загалом   | Місце     | Час         | Бали        | Загалом     | Місце       |
| -------------- | ---------- | ------------ | ------------ | ------------ | ------------ | ------------ | ------------ | ------------ | ------------ | --------- | --------- | --------- | --------- | --------- | --------- | --------- | --------- | ----------- | ----------- | ----------- | ----------- |
| Бенджамін Каве | Могул      | 23.52        | 61.42        | 78.40        | 3 QF         | Bye          | Bye          | Bye          | Bye          | 24.26     | 61.79     | 77.80     | 6 Q       | 24.48     | 63.10     | 78.82     | 4 Q       | 24.60       | 63.88       | 79.44       | 4           |
| Саша Теохаріс  | Могул      | 24.96        | 55.41        | 70.50        | 22           | 25.56        | 61.12        | 75.41        | 8 QF         | 24.65     | 61.10     | 76.59     | 11 Q      | 24.70     | 58.97     | 73.40     | 11        | Не потрапив | Не потрапив | Не потрапив | Не потрапив |

Жінки
| Спортсменка   | Дисципліна | Кваліфікація | Кваліфікація | Кваліфікація | Кваліфікація | Кваліфікація | Кваліфікація | Кваліфікація | Кваліфікація | Фінал     | Фінал     | Фінал     | Фінал     | Фінал        | Фінал        | Фінал        | Фінал        | Фінал        | Фінал        | Фінал        | Фінал        |
| Спортсменка   | Дисципліна | 1-й спуск    | 1-й спуск    | 1-й спуск    | 1-й спуск    | 2-й спуск    | 2-й спуск    | 2-й спуск    | 2-й спуск    | 1-й спуск | 1-й спуск | 1-й спуск | 1-й спуск | 2-й спуск    | 2-й спуск    | 2-й спуск    | 2-й спуск    | 3-й спуск    | 3-й спуск    | 3-й спуск    | 3-й спуск    |
| Спортсменка   | Дисципліна | Час          | Бали         | Загалом      | Місце        | Час          | Бали         | Загалом      | Місце        | Час       | Бали      | Загалом   | Місце     | Час          | Бали         | Загалом      | Місце        | Час          | Бали         | Загалом      | Місце        |
| ------------- | ---------- | ------------ | ------------ | ------------ | ------------ | ------------ | ------------ | ------------ | ------------ | --------- | --------- | --------- | --------- | ------------ | ------------ | ------------ | ------------ | ------------ | ------------ | ------------ | ------------ |
| Камій Каброль | Могул      | 30.61        | 49.47        | 62.97        | 20           | 30.75        | 54.41        | 67.76        | 10 QF        | 30.03     | 56.15     | 70.31     | 18        | Не потрапила | Не потрапила | Не потрапила | Не потрапила | Не потрапила | Не потрапила | Не потрапила | Не потрапила |
| Перрін Лаффон | Могул      | 27.81        | 64.45        | 81.11        | 2 QF         | Bye          | Bye          | Bye          | Bye          | 27.73     | 63.11     | 79.86     | 3 Q       | 27.93        | 61.10        | 77.62        | 5 Q          | 28.04        | 60.96        | 77.36        | 4            |

Скікрос
Чоловіки
| Спортсмен          | Дисципліна | № Посіву | № Посіву | 1/8 фіналу | Чвертьфінал | Півфінал    | Фінал       | Фінал       |
| Спортсмен          | Дисципліна | Час      | Місце    | Місце      | Місце       | Місце       | Місце       | Місце       |
| ------------------ | ---------- | -------- | -------- | ---------- | ----------- | ----------- | ----------- | ----------- |
| Жан-Фредерік Шапюї | Скікрос    | 1:13.20  | 16       | 3          | Не потрапив | Не потрапив | Не потрапив | Не потрапив |
| Бастьєн Мідоль     | Скікрос    | 1:12.55  | 9        | 2 Q        | 3           | Не потрапив | Не потрапив | Не потрапив |
| Франсуа Пляс       | Скікрос    | 1:12.83  | 11       | 1 Q        | 2 Q         | 4 SF        | 4           | 8           |
| Теренс Чікнаворян  | Скікрос    | 1:12.85  | 12       | 3          | Не потрапив | Не потрапив | Не потрапив | Не потрапив |

Жінки
| Спортсменка    | Дисципліна | № Посіву | № Посіву | 1/8 фіналу | Чвертьфінал  | Півфінал     | Фінал        | Фінал        |
| Спортсменка    | Дисципліна | Час      | Місце    | Місце      | Місце        | Місце        | Місце        | Місце        |
| -------------- | ---------- | -------- | -------- | ---------- | ------------ | ------------ | ------------ | ------------ |
| Алізе Барон    | Скікрос    | НС       | НС       | НС         | Не потрапила | Не потрапила | Не потрапила | Не потрапила |
| Жад Грійє-Обер | Скікрос    | 1:19.54  | 16       | 2 Q        | 4            | Не потрапила | Не потрапила | Не потрапила |

## Лижне двоборство
19 січня 2022 року НОК Франції оголосив імена п'яти спортсменів, що представлятимуть країну в змаганнях з лижного двоборства.
| Спортсмен                                             | Дисципліна                        | Стрибки з трампліна | Стрибки з трампліна | Стрибки з трампліна | Лижні перегони | Лижні перегони | Загалом     | Загалом     |
| Спортсмен                                             | Дисципліна                        | Відстань            | Бали                | Місце               | Час            | Місце          | Час         | Місце       |
| ----------------------------------------------------- | --------------------------------- | ------------------- | ------------------- | ------------------- | -------------- | -------------- | ----------- | ----------- |
| Маттео Бод                                            | Великий трамплін/10 км            | 127.5               | 103.7               | 16                  | 26:54.4        | 20             | 29:18.4     | 21          |
| Гаель Блондо                                          | Великий трамплін/10 км            | 103.5               | 59.3                | 41                  | 27:20.8        | 26             | 32:42.8     | 40          |
| Антуан Жерар                                          | Великий трамплін/10 км            | 129.5               | 101.9               | 18                  | 26:20.4        | 11             | 28:52.4     | 14          |
| Лоран Мюленталер                                      | Великий трамплін/10 км            | 123.5               | 96.9                | 24                  | 27:27.6        | 27             | 30:19.6     | 26          |
| Маттео Бод                                            | Нормальний трамплін/10 км         | 97.5                | 111.3               | 12                  | 25:42.0        | 25             | 27:09.0     | 18          |
| Гаель Блондо                                          | Нормальний трамплін/10 км         | 91.0                | 91.3                | 30                  | 25:56.3        | 27             | 28:43.3     | 31          |
| Антуан Жерар                                          | Нормальний трамплін/10 км         | ДСК                 | ДСК                 | ДСК                 | Не потрапив    | Не потрапив    | Не потрапив | Не потрапив |
| Лоран Мюленталер                                      | Нормальний трамплін/10 км         | 94.0                | 102.4               | 21                  | 26:24.6        | 31             | 28:26.6     | 28          |
| Маттео Бод Гаель Блондо Антуан Жерар Лоран Мюленталер | командний великий трамплін/4×5 км | 493.5               | 410.0               | 5                   | 51:33.1        | 6              | 53:00.1     | 5           |

## Шорт-трек
Від Франції на Ігри кваліфікувалися два шорт-трекісти і дві шорт-трекістки, а також команда в змішаній естафеті.
19 січня 2022 року НОК Франції оголосив імена чотирьох спортсменів, що представлятимуть країну в змаганнях з шорт-треку.
Чоловіки
| Спортсмен       | Дисципліна | Попередній заїзд | Попередній заїзд | Чвертьфінал | Чвертьфінал | Півфінал    | Півфінал    | Фінал       | Фінал       |
| Спортсмен       | Дисципліна | Час              | Місце            | Час         | Місце       | Час         | Місце       | Час         | Місце       |
| --------------- | ---------- | ---------------- | ---------------- | ----------- | ----------- | ----------- | ----------- | ----------- | ----------- |
| Кентен Феркок   | 500 м      | 40.548           | 4                | Не потрапив | Не потрапив | Не потрапив | Не потрапив | Не потрапив | Не потрапив |
| Кентен Феркок   | 1000 м     | 1:23.917         | 2 Q              | 1:24.411    | 3           | Не потрапив | Не потрапив | Не потрапив | Не потрапив |
| Кентен Феркок   | 1500 м     | Н/Д              | Н/Д              | 2:15.347    | 4           | Не потрапив | Не потрапив | Не потрапив | Не потрапив |
| Себастьян Лепап | 500 м      | 42.081           | 2 Q              | 46.814      | 5           | Не потрапив | Не потрапив | Не потрапив | Не потрапив |
| Себастьян Лепап | 1000 м     | 1:26.069         | 4                | Не потрапив | Не потрапив | Не потрапив | Не потрапив | Не потрапив | Не потрапив |
| Себастьян Лепап | 1500 м     | Н/Д              | Н/Д              | 2:41.547    | 5           | Не потрапив | Не потрапив | Не потрапив | Не потрапив |

Жінки
| Спортсменка      | Дисципліна | Попередній заїзд | Попередній заїзд | Чвертьфінал  | Чвертьфінал  | Півфінал     | Півфінал     | Фінал        | Фінал        |
| Спортсменка      | Дисципліна | Час              | Місце            | Час          | Місце        | Час          | Місце        | Час          | Місце        |
| ---------------- | ---------- | ---------------- | ---------------- | ------------ | ------------ | ------------ | ------------ | ------------ | ------------ |
| Гвендолін Доде   | 500 м      | 45.515           | 4                | Не потрапила | Не потрапила | Не потрапила | Не потрапила | Не потрапила | Не потрапила |
| Гвендолін Доде   | 1000 м     | 1:31.734         | 3                | Не потрапила | Не потрапила | Не потрапила | Не потрапила | Не потрапила | Не потрапила |
| Гвендолін Доде   | 1500 м     | Н/Д              | Н/Д              | 2:23.607     | 6            | Не потрапила | Не потрапила | Не потрапила | Не потрапила |
| Тіфані Уо-Маршан | 500 м      | 54.758           | 4                | Не потрапила | Не потрапила | Не потрапила | Не потрапила | Не потрапила | Не потрапила |
| Тіфані Уо-Маршан | 1000 м     | PEN              | PEN              | Не потрапила | Не потрапила | Не потрапила | Не потрапила | Не потрапила | Не потрапила |
| Тіфані Уо-Маршан | 1500 м     | Н/Д              | Н/Д              | 2:23.784     | 6            | Не потрапила | Не потрапила | Не потрапила | Не потрапила |

Змішані
| Спортсмени                                                    | Дисципліна      | Чвертьфінал | Чвертьфінал | Півфінал     | Півфінал     | Фінал        | Фінал        |
| Спортсмени                                                    | Дисципліна      | Час         | Місце       | Час          | Місце        | Час          | Місце        |
| ------------------------------------------------------------- | --------------- | ----------- | ----------- | ------------ | ------------ | ------------ | ------------ |
| Кентен Феркок Себастьян Лепап Гвендолін Доде Тіфані Уо-Маршан | Естафета 2000 м | 2:51.221    | 4           | Не потрапили | Не потрапили | Не потрапили | Не потрапили |

## Стрибки з трампліна
19 січня 2022 року НОК Франції оголосив імена двох жінок, що представлятимуть країну в змаганнях зі стрибків з трампліна.
Жінки
| Спортсменка   | Дисципліна          | Перший раунд | Перший раунд | Перший раунд | Фінал        | Фінал        | Фінал        | Загалом | Загалом |
| Спортсменка   | Дисципліна          | Відстань     | Бали         | Місце        | Відстань     | Бали         | Місце        | Бали    | Місце   |
| ------------- | ------------------- | ------------ | ------------ | ------------ | ------------ | ------------ | ------------ | ------- | ------- |
| Жулія Клер    | Нормальний трамплін | 64.0         | 43.3         | 34           | Не потрапила | Не потрапила | Не потрапила | 43.3    | 34      |
| Жозефін Паньє | Нормальний трамплін | 96.0         | 102.1        | 7 Q          | 78.5         | 77.4         | 22           | 179.5   | 11      |

## Сноубординг
19 січня 2022 року НОК Франції оголосив імена чотирьох чоловіків і п'яти жінок, що представлятимуть країну в змаганнях зі сноубордингу.
Фристайл
| Спортсмен     | Дисципліна         | Кваліфікація | Кваліфікація | Кваліфікація | Кваліфікація | Кваліфікація | Фінал        | Фінал        | Фінал        | Фінал        | Фінал        |
| Спортсмен     | Дисципліна         | 1-ша спроба  | 2-га спроба  | 3-тя спроба  | Найкраща     | Місце        | 1-ша спроба  | 2-га спроба  | 3-тя спроба  | Найкраща     | Місце        |
| ------------- | ------------------ | ------------ | ------------ | ------------ | ------------ | ------------ | ------------ | ------------ | ------------ | ------------ | ------------ |
| Ліам Туркі    | Хафпайп (чоловіки) | 25.50        | 11.50        | Н/Д          | 25.50        | 20           | Не потрапив  | Не потрапив  | Не потрапив  | Не потрапив  | Не потрапив  |
| Люсіль Лефевр | Біг-ейр (жінки)    | 19.00        | 15.00        | 20.00        | 20.00        | 29           | Не потрапила | Не потрапила | Не потрапила | Не потрапила | Не потрапила |
| Люсіль Лефевр | Слоупстайл (жінки) | 23.16        | 21.98        | Н/Д          | 23.16        | 27           | Не потрапила | Не потрапила | Не потрапила | Не потрапила | Не потрапила |

Сноубордкрос
| Спортсмен                                  | Дисципліна      | № Посіву | № Посіву | 1/8 фіналу | Чвертьфінал  | Півфінал     | Фінал        | Фінал        |
| Спортсмен                                  | Дисципліна      | Час      | Місце    | Місце      | Місце        | Місце        | Місце        | Місце        |
| ------------------------------------------ | --------------- | -------- | -------- | ---------- | ------------ | ------------ | ------------ | ------------ |
| Лоан Боццоло                               | Чоловіки        | 1:19:23  | 24       | 2 Q        | 3            | Не потрапив  | Не потрапив  | Не потрапив  |
| Лео Ле Бле Жак                             | Чоловіки        | 1:21:06  | 30       | 2 Q        | 3            | Не потрапив  | Не потрапив  | Не потрапив  |
| Марлен Сурже                               | Чоловіки        | 1:18:64  | 16       | 2 Q        | 2 Q          | 3 FB         | 1            | 5            |
| Жулія Перейра де Соуза Мабіло              | Жінки           | 1:23.89  | 6        | 1 Q        | 2 Q          | НФ FB        | 1            | 5            |
| Манон Петі-Ленуар                          | Жінки           | 1:24.96  | 12       | 4          | Не потрапила | Не потрапила | Не потрапила | Не потрапила |
| Алексья Кейрель                            | Жінки           | 1:25.17  | 21       | 3          | Не потрапила | Не потрапила | Не потрапила | Не потрапила |
| Клое Треспеш                               | Жінки           | 1:24.27  | 8        | 1 Q        | 2 Q          | 2 FA         | 2            | 2            |
| Лоан Боццоло Жулія Перейра де Соуза Мабіло | Змішані команди | Н/Д      | Н/Д      | Н/Д        | 3            | Не потрапили | Не потрапили | Не потрапили |
| Марлен Сурже Клое Треспеш                  | Змішані команди | Н/Д      | Н/Д      | Н/Д        | 4            | Не потрапили | Не потрапили | Не потрапили |